# Milagre econômico chileno

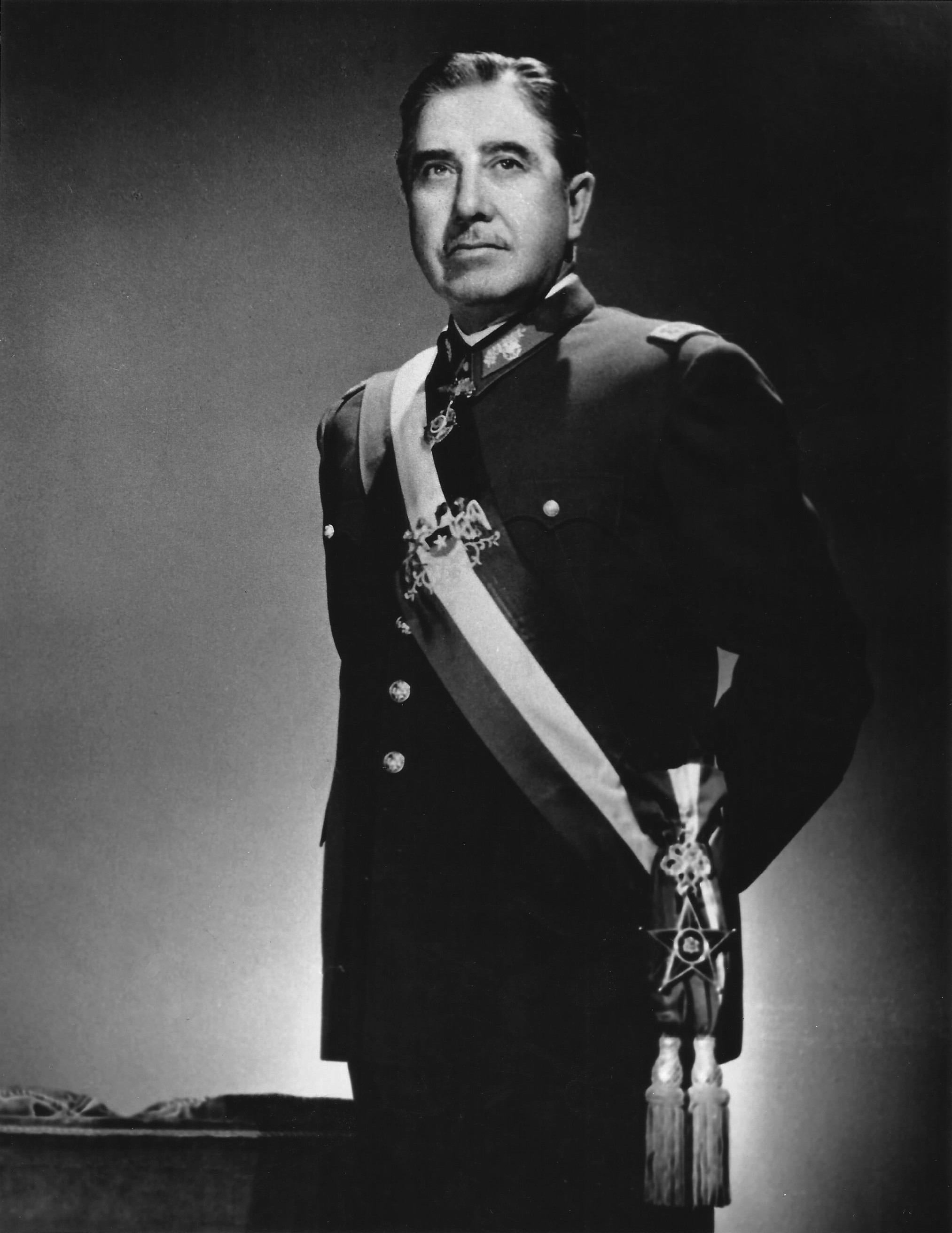
Augusto Pinochet, presidente do Chile entre 1973 e 1990

O termo Milagre Econômico Chileno, se refere ao período de crescimento econômico elevado na República do Chile, que se iniciou durante o regime ditatorial militar durante os anos 1970. Logo após o o golpe militar de 1973, que derrubou o governo recém eleito de Salvador Allende, assumiu em seu lugar o general Augusto Pinochet, que deu início a várias reformas econômicas no Chile, entre elas: privatizações, abertura econômica, mudanças no regime previdenciário, etc... Apesar da repressão política e de o PIB per capita ter crescido em apenas 34% entre 1973 e 1990, houve um crescimento de 97% no PIB chileno no mesmo período, após sucessivas tentativas de medidas de cunho neoliberal para modernizar a economia.